# 1. deild islandzka w piłce nożnej (1994)
1. deild 1994 (znana jako Trópídeild karla ze względów sponsorskich) – 83. edycja najwyższej klasy rozgrywkowej piłki nożnej na Islandii.
Brało w niej udział 10 drużyn, które w okresie od 23 maja do 24 września 1994 rozegrały 18 kolejek meczów. Mistrzostwo po raz trzeci z rzędu a piętnasty w historii zdobyła drużyna ÍA.

## Drużyny
| Uczestnicy poprzedniej edycji                                                                                 | Uczestnicy poprzedniej edycji | Uczestnicy poprzedniej edycji | Uczestnicy poprzedniej edycji |
| --- | ----------------------------- | ----------------------------- | ----------------------------- |
| ÍA | Akraness                      | 1                             |                               |
| FH | FH                            | 6                             |                               |
| ÍBK | Keflavík                      | 2                             |                               |
| FRA | Fram                          | 5                             |                               |
| KRE | KR                            | 2                             |                               |
| VAL | Valur                         | 4                             |                               |
| ÞÓR | Þór Akureyri                  | 3                             |                               |
| ÍBV | ÍB Vestmannaeyja              | 8                             |                               |
| Awans z 2. deild karla                                                                                        |                               |                               |                               |
| BRE | Breiðablik                    | 1                             |                               |
| STJ | Stjarnan                      | 2                             |                               |
| Oznaczenia: - kolumna pierwsza – skróty nazw drużyn, - kolumna trzecia – miejsce zajęte w poprzednim sezonie. |                               |                               |                               |

## Tabela
| Lp. | Drużyna          | M  | Z  | R | P  | B+ | B- | +/– | Pkt | Kwalifikacja lub spadek                 |
| --- | ---------------- | -- | -- | - | -- | -- | -- | --- | --- | --------------------------------------- |
| 1   | ÍA Akraness (M)  | 18 | 12 | 3 | 3  | 35 | 11 | +24 | 39  | Puchar UEFA • Runda kwalifikacyjna      |
| 2   | FH               | 18 | 11 | 3 | 4  | 26 | 16 | +10 | 36  | Puchar UEFA • Runda kwalifikacyjna      |
| 3   | Keflavík         | 18 | 8  | 7 | 3  | 36 | 24 | +12 | 31  | Puchar Intertoto UEFA (1995)            |
| 4   | Valur            | 18 | 8  | 4 | 6  | 25 | 25 | 0   | 28  |                                         |
| 5   | KR Reykjavík (P) | 18 | 7  | 6 | 5  | 28 | 20 | +8  | 27  | Puchar Zdobywców Pucharów • 1/32 finału |
| 6   | Fram Reykjavík   | 18 | 4  | 8 | 6  | 27 | 30 | −3  | 20  |                                         |
| 7   | Breiðablik       | 18 | 6  | 2 | 10 | 23 | 35 | −12 | 20  |                                         |
| 8   | ÍBV              | 18 | 4  | 7 | 7  | 22 | 29 | −7  | 19  |                                         |
| 9   | Þór Akureyri (S) | 18 | 3  | 5 | 10 | 27 | 38 | −11 | 14  | Spadek do 2. deild karla                |
| 10  | Stjarnan (S)     | 18 | 2  | 5 | 11 | 18 | 39 | −21 | 11  | Spadek do 2. deild karla                |

## Wyniki
| Gospodarz \ Gość | BRE | FH  | FRA | ÍA  | ÍBV | KEF | KR  | STJ | VAL | ÞÓR |
| ---------------- | --- | --- | --- | --- | --- | --- | --- | --- | --- | --- |
| Breiðablik       |     | 3–4 | 2–2 | 0–1 | 2–0 | 1–3 | 0–5 | 1–2 | 2–0 | 1–1 |
| FH               | 1–0 |     | 1–2 | 0–0 | 2–1 | 2–1 | 1–2 | 4–1 | 0–1 | 1–0 |
| Fram Reykjavík   | 2–1 | 1–2 |     | 1–2 | 2–2 | 1–2 | 0–3 | 0–0 | 3–0 | 1–1 |
| ÍA Akraness      | 6–0 | 0–0 | 2–0 |     | 5–1 | 0–2 | 1–2 | 3–0 | 2–1 | 2–1 |
| ÍBV              | 1–0 | 0–1 | 2–2 | 0–2 |     | 2–1 | 1–0 | 1–2 | 1–1 | 6–1 |
| Keflavík         | 4–0 | 1–2 | 2–2 | 2–1 | 0–0 |     | 2–2 | 4–1 | 3–3 | 2–1 |
| KR Reykjavík     | 0–1 | 0–1 | 3–3 | 0–0 | 1–1 | 1–1 |     | 2–0 | 0–0 | 3–2 |
| Stjarnan         | 1–3 | 1–1 | 1–2 | 1–4 | 2–2 | 1–1 | 0–2 |     | 1–3 | 2–3 |
| Valur            | 1–3 | 1–0 | 1–0 | 0–1 | 5–1 | 1–1 | 2–0 | 3–2 |     | 1–0 |
| Þór Akureyri     | 1–3 | 1–3 | 3–3 | 0–3 | 0–0 | 3–4 | 4–2 | 0–0 | 5–1 |     |

## Najlepsi strzelcy
| Bramki | Strzelcy                 | Drużyna  |
| ------ | ------------------------ | -------- |
| 14     | Mihajlo Biberčić         | ÍA       |
| 11     | Bjarni Guðmundsson       | Þór      |
| 11     | Oli Þór Magnússon        | Keflavík |
| 10     | Hörður Magnússon         | FH       |
| 10     | Ragnar Margeirsson       | Keflavík |
| 9      | Ríkharður Daðason        | Fram     |
| 9      | Helgi Sigurðsson         | Fram     |
| 8      | Sumarliði Arnarson       | ÍBV      |
| 7      | Eiður Guðjohnsen         | Valur    |
| 7      | Leifur Geir Hafsteinsson | Stjarnan |